# رخداد دریاچه فالکون

## رخداد دریاچه فالکون
استفان میچالاک یک مکانیک صنعتی و یک زمین‌شناس آماتور بود که به یافتن رگه‌هایی از کوارتز و نقره در طبیعت علاقه داشت. این مقاله به برخورد نزدیک از نوع سوم او با اشیا ناشناس پرنده می‌پردازد.
در ۲۰ مه ۱۹۶۷ استفان جهت یافتن رگه‌هایی از نقره و کوارتز به جنگل‌های اطراف دریاچه فالکون در حدود ۱۵۰ کیلومتری از شرق وینی‌پگ رفته بود. در سال قبل برخی ادعاها در مورد مشاهده اشیا ناشنای پرنده در منطقه مطرح شده بود. اما استفان که در این مورد چیزی نشنیده و اعتقادی هم نداشت آخر هفته خود را جهت کاوش سنگ‌های معدنی مورد علاقه اش در آن منطقه سپری می‌کرد. وقتی کاوش او طولانی شد و پاسی از شب سپری گردید رگه جدیدی از کوارتز که در امتداد سپر پرکامبرین در حاشیه دریاچه قرار داشت را یافت و مشغول مطالعه آن شد که ناگهان با پرواز انبوهی از غازهای مجاور دریاچه و سر و صدا آنها وحشت زده شد. طبق گزارش‌های او، همان‌طور که در روزنامه‌های آن زمان نوشته شده و در کتاب‌ها، مجلات و برنامه‌های تلویزیونی مانند اسرار حل‌نشده تکرار شد، به بالا نگاه کرد و دو شیء سیگاری شکل را دید که در حدود ۴۵ متری از سطح زمین در حال پرواز بودند. طبق روایت استفان، یکی از آنها بر روی بخش صافی از یک سنگ بستر فرود آمد و بیشتر شکل دیسکی به خود گرفت. دیگری قبل از آنکه استفان بتواند بیشتر به آن توجه کند برای چند ثانیه در هوا ماند و از منطقه به سرعت خارج شد. استفان با این باور که این اشیا هواپیماهای آزمایشی مخفی ارتش ایالات متحده هستند، عقب نشست و در تاریکی پنهان شد، در نیم ساعت آینده او شروع به ترسیم شماتیک از آن شی فرود آمده کرد و سپس تصمیم گرفت نزدیک شود.
چندین بار به باور اینکه مشکلی رخ داده با زبان مادری خود لهستانی و همچنین زبان انگلیسی و روسی اعلام آمادگی جهت امداد رسانی کرد و بعد از آنکه نزدیکتر شد هوای گرم و بوی گوگرد را استشمام کرد و همچنین صدای چرخیدن موتورها و صدای خش خش هوا را می‌شنید. او همچنین متوجه یک درب باز شد که در کناری از بدنه پرنده با چراغ‌های روشن به پلکانی گشوده بود و پس از آنکه نزدیکتر شد صداهایی گفتگو مانند را شنید که با صدای موتور خفه می‌شدند. بار دیگر صدا زد تا در صورت نیاز به «پسران یانکی» (خلبانان) کمک مکانیکی ارائه کند. صداها ساکت شد و پاسخی نیامد، بنابراین استفان بار دیگر به زبان مادری خود لهستانی، سپس به زبان روسی و در نهایت به انگلیسی امتحان کرد و اینبار فقط صدای خس خس موتور را شنید. او ادعا می‌کند که نزدیک‌تر شده و به فلز صاف بدنه پرنده، توجه کرد و آنرا با دستکشی که به دست داشت لمس و مشاهده نمود که تمام بدنه بدون درز ساخته شده و سپس به درگاه روشن نگاه کرد و عینک جوشکاری که همراه داشت را که برای محافظت از چشمانش در حین تراوش گرد و سنگ ریزه‌ها در حین اکتشاف به صورت زد. در داخل، استفان پرتوهای نور و پانل‌هایی از چراغ‌های چشمک زن با رنگ‌های مختلف را دیده، اما نمی‌توانست کسی یا هیچ موجود زنده ای را ببیند. ناگهان سه پانل روی دهانه درب لغزیدند و آن را مهر و موم کردند. او متوجه شد دسکشی که با آن بدنه پرنده را لمس کرده بود ذوب شده است. سپس کشتی پرنده شروع به چرخش در خلاف جهت عقربه‌های ساعت کرد و استفان متوجه پانل مشبکی شد که حاوی شبکه‌ای از سوراخ‌ها بود. اندکی بعد، یک انفجار هوا یا گاز به سینه او اصابت کرد که او را به عقب هل داد و پیراهن و کلاهش را آتش زد. او لباس‌های در حال سوختنش را پاره و از تن به در کرد، همان‌طور که کشتی از جا بلند شد و به پرواز درآمد و از منطقه خارج شد.

## پیامد آنی
استفان سرگردان و با حالت تهوع و استفراغ به جنگل رفت و به جاده مجاور رسید. در نهایت راه خود را به اتاق متل خود در پنج کیلومتری دریاچه بازیافت و سپس با اتوبوس به وینیپگ رفت. او به دلیل سوختگی در قفسه سینه و معده‌اش که بعداً به زخم‌های برآمده با الگوی شبکه‌ای تبدیل شد، در بیمارستان تحت درمان قرار گرفت. این زخم‌ها هفته‌ها پس از آن که بهبود یافتند، دوباره در فواصل زمانی نامعین عود می‌کردند، همچنین او برای چند ماه از اسهال، سردرد، ضعف و کاهش وزن رنج می‌برد. پزشکان نهایتاً متوجه شدند که میچالاک در معرض دوز غیر کشنده از مواد رادیواکتیو قرار گرفته است. در بررسی‌های چند روز بعد پلیس از منطقه ادعایی استفان نیز قسمتی از بیشه مجاور علفزار سوخته کشف شد و همچنین سنگی در کنار دریاچه به صورت گرد ذوب شده بود و قطعات فلزی مرموز به شدت پرتوزا در محل کشف شدند. این قطعات برای مدت‌ها در محیط پراکنده بودند و توسط افراد علاقمند به ماجرا به دزدی می‌رفتند.

## پیامدهای بعدی
هنگامی که داستان منتشر شد، RCMP، نیروی هوایی، رسانه‌ها، سازمان‌های دولتی مختلف و انبوهی از مردم به خانه‌های ییلاقی کوچک خانواده میچالاک در وینی‌پگ آمدند. استن میچالک فرزند استفان در کتابی از خاطرات خود پس از آن رخداد برای پدرش با نام "وقتی آنها ظاهر شدند" به اگلیسی "When Thay Appeared" به پیامدهای بعد از حادث اشاره می‌کند. آن بازدیدکنندگان و تماس‌های تلفنی بی‌پایان، رسانه‌ها و مردمی که در چمن‌زار حیاط خانه آنها خیمه زدند، افرادی که روزها به دنبالش به مدرسه می‌آمدند و او را با سوال‌هایشان نگران و کلافه می‌کرند. استن در این باره می‌گوید: «این فقط زندگی ما را تغییر داد. چندین سال طول کشید تا سرانجام مزاحمت‌ها از بین رفتند.» او هنوز به خوبی به یاد می‌آورد که پدرش پس از اتفاقی در جنگل‌های دریاچه فالکون در مانیتوبا در آن آخر هفته طولانی می ۱۹۶۷ برایش افتاد، بیمار و مجروح به خانه بازگشت. چیزی که زندگی خانوادگی او را دچار تحول کرد و یکی از شناخته شده‌ترین و مرموزترین معماهای بشقاب پرنده در جهان باقی ماند. استن میچالاک که در آن زمان ۹ ساله بود و در روز بعد از حادثه ای که به زودی به عنوان واقعه دریاچه فالکون شناخته شد، اجازه یافت پدرش را برای چند دقیقه ببیند، گفت: "به یاد آوردم که او را در رختخواب دیدم. اصلاً خوب به نظر نمی‌رسید.او رنگ پریده و ضعیف بود." استن، نویسنده کتاب به کریس روتکوفسکی، محقق بشقاب پرنده وینیپگ، می‌گوید: "وقتی وارد اتاق خواب شدم، بوی بسیار بدی در اتاق وجود داشت، بوی وحشتناک واقعی از گوگرد و موتور سوخته همه جا بود و از منافذ بدن پدرم خارج می‌شد. او به شکل تهوع آوری متعفن شده بود. خیلی می‌ترسیدم. پدرم مجروح شده بود و برای مدت‌ها و سال‌های بعد هیچگاه سلامتش را بازنیافت. من چیزی در مورد چگونگی آن نمی‌دانستم. پدرم در آن زمان ۵۱ ساله بود. داستان در مورد سوخته شدنش توسط یک بشقاب پرنده در روزنامه وینیپگ تریبون منتشر شد "و این زمانی بود که همه چیز در زندگی ما تغیر کرد." استفان معتقد بود که هرگز نباید چیزی می‌گفت. از بازگو کردن واقعه پشیمان شده بود، اما در آن زمان احساس کرد که این برایش یک وظیفه است. استن میچالاک گفت: "پدرم می‌خواست دیگران اگر می‌خواهند همان چیزی را ببینند که او دیده، از آن اجتناب کنند. در لهستان، قبل از اینکه استفان خانواده‌اش را به کانادا نقل مکان دهد، یک پلیس نظامی با مجموعه‌ای از دستورالعمل‌های اخلاقی بود که بر اساس آن‌ها زندگی می‌کرد - یعنی اگر اتفاقی می‌افتاد، باید گزارش می‌شد." علاوه بر بازجویی مداوم از سوی مقامات، خانواده مورد محکومیت و انتقاد عمومی قرار گرفتند، سلامت عقل استفان زیر سوال رفت و استن در مدرسه مورد آزار و اذیت قرار گرفت. اگرچه استفان آرزو می‌کرد که ای کاش هرگز چیزی نگفته بود، اما هرگز از داستانش عقب نشینی نکرد. او همچنین هرگز ادعا نکرد که بیگانگان را دیده است و همچنان آن را یک جنگنده نظامی مخفی می‌دانست. میچالاک گفت: «اگر از او بپرسید چه چیزی دیده است، می‌تواند آن را با جزئیات دقیق توصیف کند، اما هرگز نمی‌گوید: «آنها موجودات فرازمینی بودند، زیرا هیچ مدرکی برای اثبات آن وجود ندارد». استن می‌گوید تا زمان مرگ پدرش، داستان او هرگز یک ذره تغییر نکرده و در تمام آن سال‌ها و با حدود ۳۰۰ صفحه مستند در مورد این ملاقات، "تا کنون هیچ چیزی وجود ندارد که داستان او را نقض کرده باشد." روتکوفسکی خاطرنشان کرد که این پرونده به شدت توسط تعدادی از سطوح دولتی مورد بررسی قرار گرفت و نتیجه رسمی، حتی از سوی نیروی هوایی ایالات متحده، این بود که این پرونده غیرقابل توضیح است. استفان در سال ۱۹۹۹ در سن ۸۳ سالگی درگذشت.